# Laura García
Laura García (Bogotá, 15 de agosto de 1953) es una actriz, escritora, directora, productora, locutora y presentadora hispano-colombiana.

## Biografía
Fue actriz de planta del Teatro Popular de Bogotá, fundadora y directora del grupo teatral La Pandonga, al igual que actriz del Teatro Libre de Bogotá durante veintitrés años. Se desempeñó como Directora Académica de la Escuela de Actuación de Caracol Televisión y Maestra de Interpretación durante doce años.
Ha participado en numerosos giras y festivales nacionales e internacionales de teatro, que la han llevado a actuar en Gran Bretaña, Suiza, Grecia, España, Estados Unidos, México, Venezuela, Costa Rica, Irlanda, Chile, Uruguay y Paraguay. Ha trabajado con directores como Mike Newell, José Luís Gómez, David Gurji, Diego Velasco, James Slowiak, Juan Fischer, Ricardo Camacho, Jorge Alí Triana, Germán Moure, Klych López, Carlos Moreno, Mateo Stivelberg, Pedro Salazar y Rodrigo Triana, entre otros. Entre sus maestros cabe resaltar a los norteamericanos Susan Batson y William Esper.
En 2022 publicó su novela biográfica Sin verlo venir bajo la editorial Planeta. En 2022/2023 cursó un diplomado con la Universidad de Valencia, España, de Escritura creativa; y en 2023/2024 un Máster en Creación literaria y otras narrativas con The Core School de Madrid, España, dirigido por Espido Freire.

## Filmografía

### Televisión
| Año       | Título                               | Personaje                        | Rol          | Canal              |
| --------- | ------------------------------------ | -------------------------------- | ------------ | ------------------ |
| 2025      | La Huésped                           | Gilma                            | Reparto      | Netflix            |
| 2021      | Emma Reyes: La huella de la infancia | Emma Reyes                       | Protagonista | RTVC               |
| 2024      | Consuelo                             | Herminda                         | Reparto      | Vix                |
| 2019      | Relatos Retorcidos: La Viuda         | María Josefa                     | Protagonista | Canal Capital      |
| 2017      | Sin senos si hay paraíso 2           | Guardia López                    | Reparto      | Telemundo          |
| 2015-2016 | Sala de urgencias                    | Dra . Beatriz, alias La generala | Antagonista  | Canal RCN          |
| 2014      | La ronca de oro                      | Ana Julia Marulanda de Vargas    | Antagonista  | Caracol Televisión |
| 2011      | Correo de inocentes                  | Fiscal Eugenia Herrera           | Antagonista  | Canal RCN          |
| 1980      | Una mujer de cuatro en conducta      | Helena Restrepo                  | Protagonista | R.T.I. Televisión  |
| 1979      | Teresa Valverde                      | Teresa Valverde                  | Protagonista | Caracol Televisión |

### Cine
| 2024 | The Whistler                | Isabel                                      | Diego Velasco                    |
| 2023 | Pepe Cáceres                | Silvia                                      | Sebastián Eslava y Camilo Molano |
| 2020 | Bendita rebeldía            | Elvira                                      | Laura Pérez-Cervera              |
| 2015 | Siempreviva                 | Lucía                                       | Klych López                      |
| 2011 | Edificio Royal              | Zoila                                       | Iván Wild                        |
| 2011 | Lecciones para un beso      | Victoria de la Vega                         | Juan Pablo Bustamante            |
| 2007 | Love in the time of cholera | Grand Lady 1                                | Mike Newell                      |
| 2007 | Buscando a Miguel           | Sol                                         | Juan Fischer                     |
| 1990 | Gotas amargas               | Elvira Silva / Maestra / María Bashkirtseff | Luis Alfredo Sánchez             |
| 1987 | El gallo cantó tres veces   | Adela Chávez                                | Julio Luzardo                    |
| 1979 | Las cuatro edades del amor  | Helena                                      | Alberto Giraldo                  |

### Teatro
| Año       | Título                                      | Personaje                  | Director            |
| --------- | ------------------------------------------- | -------------------------- | ------------------- |
| 2021-2023 | El coronel no tiene quien le escriba        | Esposa del Coronel         | Jorge Alí Triana    |
| 2019      | Bent                                        | Greta                      | Juan Fischer        |
| 2016      | ¿Habrá que cantar en los tiempos difíciles? | Cantante                   | Pedro Salazar       |
| 2015      | Almacenadas                                 | Señora Benedicta           | José Domingo Garzón |
| 2011      | El Rehén                                    | Meg Dillon                 | Germán Jaramillo    |
| 2011      | La candida eréndira y su abuela desalmada   | La abuela desalmada        | Jorge Alí Triana    |
| 2008      | Simplemente el fin del mundo                | La Madre                   | Manuel Orjuela      |
| 2007      | La Casa                                     | Úrsula Iguarán             | David Gurji         |
| 2006      | Madre Coraje                                | Madre Coraje               | Germán Moure        |
| 1999/2000 | La Orestiada                                | Clitemnestra               | Ricardo Camacho     |
| 1994/1997 | Diatriba de amor contra un hombre sentado   | Graciela                   | Ricardo Camacho     |
| 1991      | Burlador de Sevilla                         | Tisbea                     | Ricardo Camacho     |
| 1985      | El burgués gentilhombre                     | Lucila                     | Ricardo Camacho     |
| 1983      | La balada del café triste                   | Amelia Evans               | Ricardo Camacho     |
| 1979      | Ricardo III                                 | Lady Ana / Reina Margarita | Jorge Alí Triana    |
| 1977      | Tío Vanya                                   | Sonia                      | Jorge Alí Triana    |
| 1976      | I Took Panama                               | -                          | Jorge Alí Triana    |
| 1976      | Fuenteovejuna                               | Laurencia                  | Jorge Alí Triana    |

## Premios y nominaciones

### Premios TVyNovelas
| Año  | Categoría                        | Telenovela o Serie  | Resultado |
| ---- | -------------------------------- | ------------------- | --------- |
| 2015 | Mejor actriz antagónica de serie | La ronca de oro     | Nominada  |
| 2012 | Mejor actriz de reparto de serie | Correo de inocentes | Nominada  |

### Premios India Catalina
| Año  | Categoría                                     | Telenovela o serie  | Resultado |
| ---- | --------------------------------------------- | ------------------- | --------- |
| 2015 | Mejor actriz antagónica de telenovela o serie | La ronca de oro     | Ganadora  |
| 2012 | Mejor actriz de reparto de serie              | Correo de inocentes | Ganadora  |

### Talento Caracol
| Año  | Categoría               | Telenovela o serie | Resultado |
| ---- | ----------------------- | ------------------ | --------- |
| 2015 | Mejor actriz de reparto | La ronca de oro    | Ganadora  |

### Premios Nacionales de cine
| Año  | Categoría               | Película          | Resultado |
| ---- | ----------------------- | ----------------- | --------- |
| 2008 | Mejor Actriz de reparto | Buscando a Miguel | Nominada  |

### Premios por Cine
- Mejor Actriz (Best Actress) en el Big Apple Latin Film Festival de Nueva York por su papel de Sol en el largometraje Buscando a Miguel. 2009.
- Mejor Actriz en el Festival Internacional de Cine de Beijing por su papel de Sol en el largometraje Buscando a Miguel, 2009.